# حسن مرتضوی
حسن مرتضوی (۱۳۴۰-) مترجم ایرانی حوزه فلسفه و اقتصاد است. از جمله مهم‌ترین ترجمه‌های مرتضوی می‌توان به ترجمهٔ جلد اول، دوم و سوم سرمایه: نقدی بر اقتصاد سیاسی و دست‌نوشته‌های اقتصادی-فلسفی ۱۸۴۴ و گروندریسه: مبانی نقد اقتصاد سیاسی از کارل مارکس، بخش منطق از دانش‌نامه علوم فلسفی هگل و آثاری از پری اندرسون و آنتونیو گرامشی و رزا لوگزامبورگ اشاره کرد.
حسن مرتضوی را می‌توان مهم‌ترین مترجم آثار کارل مارکس به زبان فارسی دانست و از سویی او آثار کلاسیک اصلی اندیشه‌وران چپ را هم ترجمه کرده که از این جهت مترجمی پرکار در این عرصه به حساب می‌آید. شاید بتوان کار او را هم‌عرض ترجمه‌های محمد پورهرمزان دانست اما با یک تفاوت اساسی که پورهرمزان مترجمی حزبی بود و مرتضوی مترجمی مستقل است.

## آثار

### ترجمه‌ها
- سرمایه؛ نقد اقتصاد سیاسی، کارل مارکس، جلد اول (نشر آگاه ۱۳۸۶)، دوم و سوم، انتشارات لاهیتا (به‌ترتیب ۱۳۹۳ و ۱۳۹۵)
- گروندریسه (دست‌نوشته‌های اقتصادی ۱۸۵۸–۱۸۵۷)، کارل مارکس، نشر لاهیتا ۱۳۹۹
- دست‌نوشته‌های اقتصادی-فلسفی ۱۸۴۴، کارل مارکس، نشر آگاه ۱۳۷۶
- دانش‌نامهٔ علوم فلسفی، پارهٔ نخست: علم منطق، گئورگ ویلهلم فریدریش هگل، نشر لاهیتا ۱۳۹۲
- فرهنگ فلسفی هگل، مایکل اینوود، نشر نیکا ۱۳۸۸
- از هگل تا نیچه: انقلاب در اندیشهٔ سدهٔ نوزدهم، کارل لویت، نشر نیکا ۱۳۸۶
- گفتارهایی دربارهٔ فلسفهٔ هگل، جان فیندلی، جان بربیج، نشر چشمه ۱۳۹۰
- دفترهای زندان (دفترهای اول و دوم)، آنتونیو گرامشی، نشر چرخ ۱۴۰۲
- گذار از عهد باستان به فئودالیسم، پری اندرسون، نشر ثالث
- تبار دولت‌های استبدادی، پری اندرسون، نشر ثالث
- زایش سرمایه‌داری از چشم‌انداز سدهٔ بیست‌ویکم، هنری هِلر، نشر ثالث
- خاستگاه سرمایه‌داری، آلن میکسینزوود، نشر ثالث
- بحث برنر، ساختار طبقاتی زراعی و توسعه اقتصادی در اروپای پیشاسرمایه‌داری، تی.اچ. آستون، نشر ثالث
- تاریخ فلسفهٔ راتلج، جلد اول: از آغاز تا افلاطون، (سی.سی. تیلور)، نشر چشمه، ۱۳۸۸
- تاریخ فلسفهٔ راتلج، جلد سوم: فلسفهٔ سده‌های میانه، (جان مارنبون)، نشر چشمه، ۱۳۹۰
- تاریخ فلسفهٔ راتلج، جلد چهارم: رنسانس و عقل‌باوری سدهٔ هفدهم، (ج.اچ.آر. پارکینسون)، نشر چشمه ۱۳۹۲
- تاریخ فلسفهٔ راتلج، جلد ششم: عصر ایده‌آلیسم آلمانی، (رابرت سی. سولومون)، نشر چشمه، ۱۳۹۵
- تاریخ فلسفهٔ راتلج، جلد هفتم: سدهٔ نوزدهم، (سی.ال. تن)، نشر چشمه ۱۳۹۷
- تاریخ فلسفهٔ راتلج، جلد هشتم: فلسفه قاره‌ای در سدهٔ بیستم، (ریچارد کرنی)، نشر چشمه ۱۳۹۹
- ایده‌آلیسم آلمانی (راهنمای کیمبریج)، کارل آمریکس، انتشارات علمی فرهنگی ۱۳۹۸
- عصر نهایت‌ها، اریک هابسبام، نشر آگاه ۱۳۸۰
- دربارهٔ تاریخ، اریک هابسبام، نشر لاهیتا ۱۳۹۷
- گزیده‌هایی از رزا لوکزامبورگ، پیتر هیودیس و کوین آندرسن، نشر نیکا ۱۳۸۶
- در دفاع از تاریخ و آگاهی طبقاتی، گئورگ لوکاچ، نشر آگه ۱۳۸۳
- نظریهٔ رمان، گئورگ لوکاچ، (چاپ اول نشر قصه ۱۳۸۱)
- فلسفه و انقلاب: از هگل تا سارتر و از مارکس تا مائو، رایا دونایوسکایا، (با فریدا آفاری)، انتشارات خجسته ۱۳۸۹
- مارکسیسم و آزادی، رایا دونایوسکایا (با فریدا آفاری)، نشر دیگر ۱۳۸۵
- سانسور و آزادی مطبوعات، کارل مارکس، انتشارات اختران ۱۳۸۴
- مارکس و خودکشی، کوین اندرسن، گام نو ۱۳۸۳
- مانیفست پس از ۱۵۰ سال (مجموعه مقاله)، لئو پانیچ، کالین لیز، نشر آگاه ۱۳۸۰
- سال ۲۰۰۰: چهار گفتگو دربارهٔ آخرالزمان، مجموعه مقالاتی از استفان جی گولد، ژان کلود کریر، ژان دلومو، امبرتو اکو، نشر بهنام
- جدال دو توحش: ۱۱ سپتامبر و بی‌نظمی نوین جهانی، ژیلبر آشکار، اختران ۱۳۸۴
- لابی اسرائیل و سیاست خارجی آمریکا، جان میرشایمر، نشر بازتاب نگار
- پایان کار: زوال نیروی کار جهانی و طلوع عصر پسابازار، جرمی ریفکین، اختران
- بحران در اقتصاد جهانی: گزارشی ویژه دربارهٔ اقتصاد جهان ۱۹۵۰–۱۹۹۸، رابرت برنر، اختران ۱۳۸۰
- امپراتوری سرمایه، آلن میکسینزوود، نشر نیکا ۱۳۸۸
- گروندریسهٔ کارل مارکس، مارچلو موستو، نشر نیکا ۱۳۸۹
- بازیابی روشنگری به‌سوی تعهدی رادیکال، استفن اریک برونر، نشر چشمه ۱۳۸۶
- دموکراسی دربرابر سرمایه‌داری، تجدیدحیات ماتریالیسم تاریخی، آلن میکسینزوود، بازتاب نگار
- بهره‌کشی از مردم، نئولیبرالیسم و نظم جهانی، نوام چامسکی، نشر دیگر ۱۳۷۹
- فیل بی‌اخلاق: جهانی‌شدن و مبارزه برای عدالت اجتماعی در قرن بیست‌ویکم، ویلیام ک. تاب
- دربارهٔ تغییر جهان (مقالاتی دربارهٔ فلسفه سیاسی از کارل مارکس تا والتر بنیامین)، میشل لووی، انتشارات روشنگران و مطالعات زنان
- مارکس درباب جوامع پیرامونی: قومیت، ناسیونالیسم و جوامع غیرغربی، کوین اندرسن
- مارکس متأخر و راه روسی، تئودور شانین، نشر روزبهان ۱۳۹۲
- درک مارکس از بدیل سرمایه‌داری، پیتر هیودیس، ترجمه حسن مرتضوی و فریدا آفاری، نشر روزبهان ۱۳۹۴
- دفترهای فلسفی؛ دفترهای هگل، ولادیمیر ایلیچ لنین، نشر روزبهان ۱۳۹۴
- پایان امپریالیسم: واقعیت یا توهم؟، (ترجمهٔ گروهی)، نشر بازتاب نگار
- درآمدی بر فهم جامعهٔ مدرن (کتاب یکم): صورت‌بندی‌های مدرنیته، (ترجمهٔ گروهی)، نشر آگه
- درآمدی بر فهم جامعهٔ مدرن (کتاب دوم): اشکال سیاسی و اقتصادی مدرنیته، (ترجمهٔ گروهی)، نشر آگه ۱۳۹۰
- درآمدی بر فهم جامعهٔ مدرن (کتاب سوم): اشکال اجتماعی و فرهنگی مدرنیته (دین، ارزش‌ها و ایدئولوژی)، نشر آگه ۱۳۹۲
- برگزیده نوشته‌های فرهنگی آنتونیو گرامشی، (ترجمه گروهی)، نشر آگاه ۱۳۹۶
- زیبایی‌شناسی و سیاست، مجموعه مقالاتی از ارنست بلوخ، گئورگ لوکاچ، برتولت برشت، والتر بنیامین، تئودور آدورنو، نشر ژرف ۱۳۹۱
- انقلاب آلمان ۱۹۱۷–۱۹۳۳ (دو جلدی)، پی‌یر بروئه، نشر چرخ
- دموکراسی، آنتونی آربلاستر، نشر آشیان ۱۳۷۹
- پوپولیسم، پل تاگارت، نشر آشیان
- فاشیسم، مارک نئوکلوس، نشر آشیان ۱۳۹۱
- اسلحه، میکروب و فولاد: سرنوشت جوامع بشری؛ جارد دایموند، نشر بازتاب نگار ۱۳۸۶
- سپیده‌دمان همه‌چیز (تاریخ جدید نوع بشر)، دیوید گریبر، ترجمه حسن مرتضوی، مهدی صابری، علیرضا خزائی، نشر چرخ، ۱۴۰۱
- سازندگان دنیای کهن، گرترود هارتمن، نشر آگاه
- زیگموند فروید در قاب عکس‌ها و لابلای کلمات، ارنست فروید، ترجمه همراه با مهدی ارجمند، انتشارات اختران ۱۳۸۵
- گیرنده شناخته نشد، کاترین تیلور، نشر بهنام ۱۳۸۰
- تئوری مدرن گشایش شطرنج، الکسی سوئیتین، (سال چاپ ۱۳۷۲)
- در زمانه پروانه‌ها؛ خولیا آلوارز، نشر دیگر (ویراست دوم: نشر خوب)
- سایه آنچه بودیم، لوئیس سپولودا، نشر خوب
- قلمرو برزخ، نونا فرناندز، نشر بان